# Chiesa della Madonna della Catena (Militello in Val di Catania)
La chiesa confraternale della Madonna della Catena è un luogo di culto cattolico di Militello in Val di Catania.

## Storia
Questa chiesa fu costruita agli inizi del '500 per iniziativa devozionale del sacerdote militellese don Nicola Di Salvo che desiderava così incrementare il culto mariano nella città. Il decreto di erezione, a firma del vescovo di Siracusa mons. Dalmazio Gabriele, riporta la data del 18 aprile 1503. L'edificio fu costruito in prossimità del palazzo estivo dei Barresi nel cui prospetto era presente un'edicola votiva raffigurante la Madonna della Catena. Tradizionalmente in Sicilia la Madonna della Catena era invocata da coloro che desideravano il riscatto di un prigioniero e dalle donne gravide e dalle partorienti. Nel 1652, la confraternita del SS. Crocifisso al Calvario, che qua ha la propria sede, si prese cura della sua riedificazione.
All'esterno presenta un affaccio ricco di intagli che si distinguono per il caratteristico motivo a graticcio tipico dei lapicidi militellesi del XVII secolo. All'interno, ad unica navata e senza altari, presenta invece una straordinaria decorazione a stucco, opera della seconda metà del '600, raffigurante Storie della Vita della Madonna nel registro superiore (Annunciazione, Sposalizio, Nascita di Gesù, Adorazione dei Magi, Fuga in Egitto e Nozze di Cana) e dieci Sante Vergini, incorniciate da putti, festoni e cornucopie, in quello inferiore. Questo oratorio costituisce dunque un singolare "pantheon" al femminile dove sono raffigurate alcune tra le sante più venerate della cattolicità: Agrippina, Apollonia, Barbara, Caterina, Dorotea, Lucia, Maddalena, Margherita, Marta, Orsola, ciascuna riconoscibile dai rispettivi attributi iconografici. A queste figure di sante si aggiungono due figure allegoriche ai lati del cappellone dell'altare maggiore (popolarmente scambiate per Sant'Agata e Sant'Anastasia, ma più verosimilmente allegorie delle virtù cristiane). Secondo un modello artistico piuttosto diffuso nel Cattolicesimo, le dieci vergini inscenano un mistico corteo che culmina nella figura della Vergine delle Vergini, Maria Santissima, sull'altare maggiore. Nella volta che sovrasta l'altare maggiore si vede la figura di Dio Padre benedicente con ai lati le immagini delle vergini Agnese, Barbara, Cecilia e Margherita. Altre figure allegoriche, bibliche o mitologiche sono presenti nei plinti. A completare l'insieme un soffitto ligneo intarsiato a cassettoni del 1674 e una bella cantoria lignea intagliata e dorata dove era collocato l'organo (ora trasferito nella navata).
Nell'altare maggiore, in parte rifatto nel XIX secolo, è collocata la statua della Madonna della Catena; in passato vi era collocata una grande tela (oggi sostituita da una copia) raffigurante la Madonna della Catena tra sante vergini del XVIII sec., oggi al Museo San Nicolò per ragioni di sicurezza.
Per antica tradizione, in questa chiesa ogni anno viene celebrata con particolare devozione e solennità la Novena del Santo Natale. La sua confraternita ha in carico anche l'organizzazione dei riti della Quaresima e della Settimana Santa.

## Galleria d'immagini

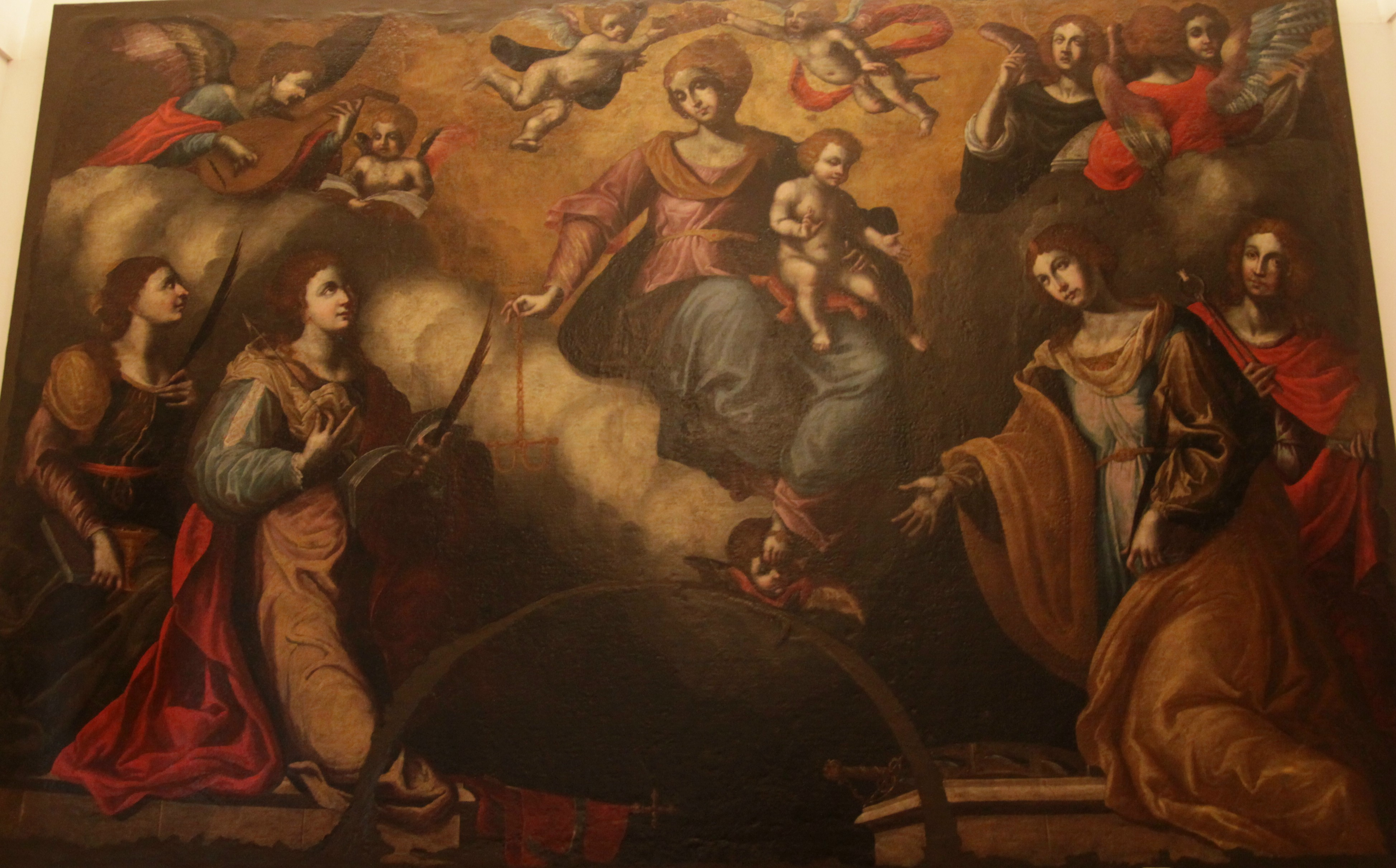
Madonna della Catena tra Sante Vergini. Pala d'altare (sec. XVIII)
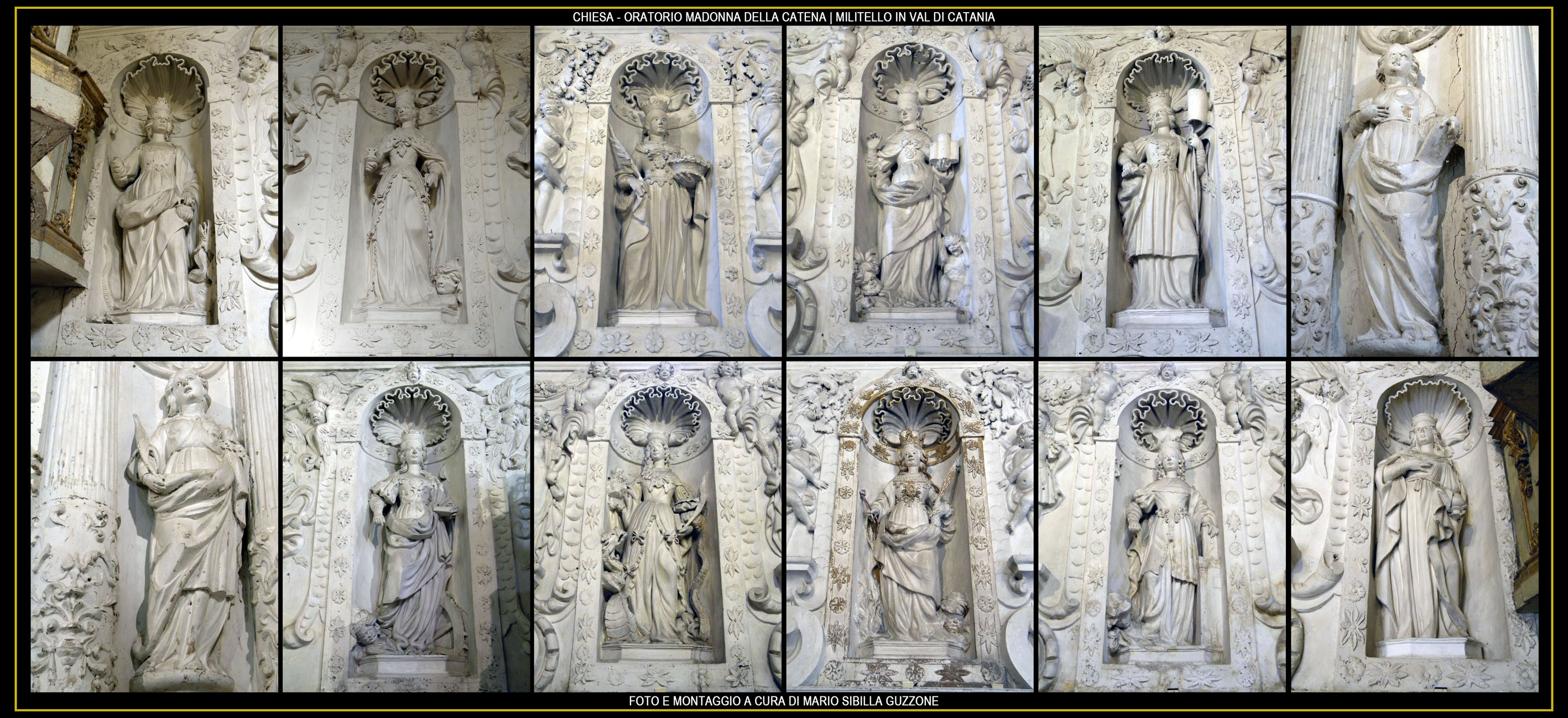
Le dodici Sante Vergini